# Gadeliv i København
Gadeliv i København er en dansk dokumentarfilm fra 1930.

## Handling
Denne artikel mangler et handlingsreferat. Hjælp os med at skrive det.